# Magas
Magas (Магас in russo e inguscio; "città del sole" tradotto in italiano) è una città della Russia, capitale dell'Inguscezia.

## Storia
La città venne fondata nel 1995 dal presidente inguscio Ruslan Aušev, onde sostituire Nazran' come capitale, cosa avvenuta nel dicembre del 2002.
Il nome trae origine dai resti della città medievale di Maghas, capitale dell'Alania, un regno del Gran Caucaso.
Al gennaio del 2008, con soli 300 abitanti circa, Magas era la più piccola città della Russia; ma la città è stata progettata per ospitare circa 30.000 persone e per essere il centro delle funzioni amministrative regionali.

## Geografia fisica
Sorge a circa 4 km a sud-ovest di Nazran' sulle rive della Sunža, nella parte centro-occidentale dell'Inguscezia e nei pressi del confine con il turbolento Prigorodnyj rajon, Ossezia del Nord. Da Vladikavkaz dista circa 50 km, da Groznyj circa 200 e da Beslan 30.

## Geografia antropica
La città costituisce un distretto urbano, prima facente parte del Nazranovskij rajon.

## Società

### Evoluzione demografica
| Anno | Abitanti |
| ---- | -------- |
| 2002 | 275      |
| 2005 | 300      |
| 2006 | 337      |

## Monumenti e luoghi d'interesse
Nella piccola città è presente il palazzo del parlamento dell'Inguscezia.

## Infrastrutture e trasporti
La città conta un aeroporto, mentre la stazione ferroviaria più vicina è quella di Nazran', sulla Rostov-Baku. Sempre a Nazran' passa un'importante arteria stradale nazionale, che da Rostov porta a Machačkala, verso il confine azero quindi a Baku.